# Knarrevik/Straume
Knarrevik/Straume is een plaats in de Noorse gemeente Øygarden, provincie Vestland. Knarrevik/Straume telt 9358 inwoners (2007) en heeft een oppervlakte van 6,49 km².
Ågotnes · Fjell · Knappskog · Knarrevik/Straume · Li · Misje · Skoge/Møvik · Solsvik · Vindenes